# Больтанья
Больтанья (ісп. Boltaña) — муніципалітет в Іспанії, у складі автономної спільноти Арагон, у провінції Уеска. Населення — 1035 осіб (2009).
Муніципалітет розташований на відстані близько 390 км на північний схід від Мадрида, 50 км на північний схід від Уески.
На території муніципалітету розташовані такі населені пункти: (дані про населення за 2009 рік)
- Аскасо: 7 осіб
- Больтанья: 892 особи
- Камподарбе: 3 особи
- Маргудгед: 79 осіб
- Морільйо-де-Самп'єтро: 4 особи
- Ель-Пуейо-де-Моркат: 3 особи
- Сьєсте: 32 особи
- Ла-Вальє: 15 осіб
- Агілар: 6 осіб
- Матідеро: 2 особи
- Сесо: 2 особи
- Сільвес: 6 осіб

## Демографія
Динаміка населення (INE ):